# Francesco Bellotti
Francesco Bellotti, né le 6 août 1979 à Bussolengo, est un coureur cycliste italien.

## Biographie
Francesco Bellotti entame sa carrière professionnelle avec la formation Mercatone Uno en 2003. Il rejoint la saison suivante la Barloworld. Durant ces deux saisons, il accroche plusieurs places d'honneur lors de compétitions mineures.
En 2005, il intègre le Crédit agricole, puis fait son retour chez Barloworld en 2008.
Il ne remporte aucun succès chez les professionnels.

## Palmarès
- 1999
  - 3e du Trofeo Papà Cervi
  - 3e de la Coppa Varignana
- 2000
  - 3e du Gran Premio Città di Foligno
  - 3e du Trofeo L'Eco del Chisone
- 2002
  - Giro Ciclistico del Cigno
  - Gara Ciclistica Montappone
  - 2e du Gran Premio Pretola
  - 3e du Gran Premio Città di Corridonia
- 2003
  - 3e du Giro del Medio Brenta
- 2004
  - 2e du Grand Prix de l'industrie et du commerce de Prato
- 2006
  - 2e du Tour de Langkawi
- 2010
  - 2e du Grand Prix Nobili Rubinetterie-Coppa Papa Carlo

## Résultats sur les grands tours

### Tour de France
1 participation
- 2010 : 122e

### Tour d'Italie
5 participations
- 2005 : 36e
- 2006 : 41e
- 2007 : abandon (14e étape)
- 2008 : non-partant (11e étape)
- 2009 : 58e

### Tour d'Espagne
2 participations
- 2005 : abandon (13e étape)
- 2011 : 109e